# Haus-Rucker-Co

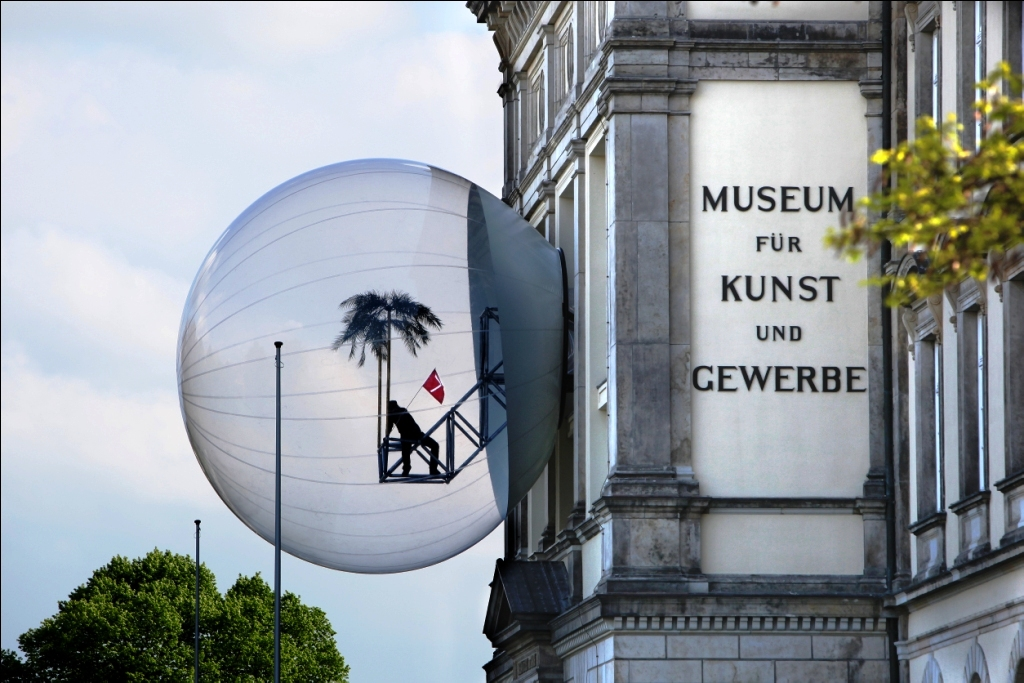
Haus Rucker Co., Oasis no. 7

Haus-Rucker-Co è stato un gruppo di avanguardia architettonica fondato a Vienna nel 1967.

## Storia
Il gruppo Haus-Rucker-Co viene fondato nel 1967 a Vienna da Laurids Ortner, Günther Zamp Kelp, Klaus Pinter ai quali nel 1971 si aggiunge Manfred Ort. Operano anche a Düsseldorf  a partire dal 1970 e a New York dal 1971.
La loro ricerca sperimentale ha prodotto, più che oggetti architettonici veri e propri, scenografie e allestimenti stridenti, polemicamente estranei al contesto ambientale esplorando lo spazio architettonico attraverso l'utilizzo di strutture pneumatiche o dispositivi parassitari che ne alterano la percezione. Il loro lavoro si inserisce tra arte e architettura nel solco di una filosofia del precario, del temporaneo e del dinamico.
Il gruppo Haus-Rucker-Co vede la sua scissione definitiva nel 1992.

## Opere
- 1968 Gelbes Hertz.
- 1970 Biliardo Gigante per il Museo del XX secolo.
- 1972 Oasis per Documenta 5 a Kassel
- 1978 Nike installazione nella Hauptplatz di Linz